# Pierre Dubuc
Ne doit pas être confondu avec l'entrepreneur français Pierre Dubuc.
 (janvier 2024).
Pierre Dubuc (né Jean-Pierre Dubuc à Montréal le 25 mai 1947) est un journaliste et un militant politique québécois. Il est le directeur et le rédacteur en chef de L'Aut'Journal, un mensuel syndicaliste.

## Biographie
Depuis 1984, il est directeur et rédacteur en chef de L'aut'journal, mensuel qu'il a fondé. Il est aussi directeur de la revue L'apostrophe.
En 1996, il a participé à la fondation de la Chaire d'études socio-économiques de l'UQAM, dont il a été le directeur pendant deux ans.
Le 20 juillet 2005, il a annoncé son intention d'entrer dans la course au leadership du Parti québécois pour remplacer Bernard Landry, le chef démissionnaire. Il se lance dans la course au nom du SPQ Libre, de qui il a reçu son appui à l'unanimité le 15 août 2005, et confirme sa candidature le 7 septembre 2005. Il est le septième candidat, depuis le retrait de Hugues Cormier. Lors des élections provinciales du 26 mars 2007, Pierre Dubuc était candidat à l'investiture du Parti québécois dans la circonscription de Groulx des Basses-Laurentides. Toutefois, c'est Rachel Gagnon qui fut choisie par les militants péquistes.
Candidat dans la course à la chefferie du Parti québécois au nom du SPQ Libre, il demande à ses militants le 8 novembre de donner leur deuxième voix à Pauline Marois, et sept jours plus tard, perd finalement l'élection avec 1,22 % soit la 5e position avec 1 282 votes alors que André Boisclair est élu avec une majorité de 53,68 %.

## Publications
- L'autre histoire de l’indépendance, Éditions Trois-Pistoles, 2003.
- Manifeste du SPQ Libre, Éditions Trois-Pistoles, 2005.
- Larose n’est pas Larousse, Éditions Trois-Pistoles, 2003, avec Charles Castonguay, Jean-Claude Germain et Victor-Lévy Beaulieu.